# 中寨镇 (沿河县)
中寨镇，是中华人民共和国贵州省铜仁市沿河土家族自治县下辖的一个乡镇级行政单位。
2015年1月23日，贵州省人民政府批复同意沿河县乡镇行政区划调整，新设置的中寨镇辖原中寨乡，镇人民政府驻中寨村。

## 行政区划
中寨镇下辖以下地区：
中寨村、清峰村、清塘村、清河村、金山村、大宅村、勤俭村、三会溪村、移山村、大堡村、志强村、杨坪村、大坪上村和红色村。